# Alveolinoidea
Alveolinoidea, tradicionalmente denominada Alveolinacea, es una superfamilia de foraminíferos del suborden Miliolina y del orden Miliolida. Su rango cronoestratigráfico abarca desde el Cretácico inferior hasta la Actualidad.

## Clasificación
Alveolinoidea incluye a las siguientes familias:
- Familia Fabulariidae
- Familia Rhapydioninidae
- Familia Alveolinidae